# Louis-Guillaume Perreaux

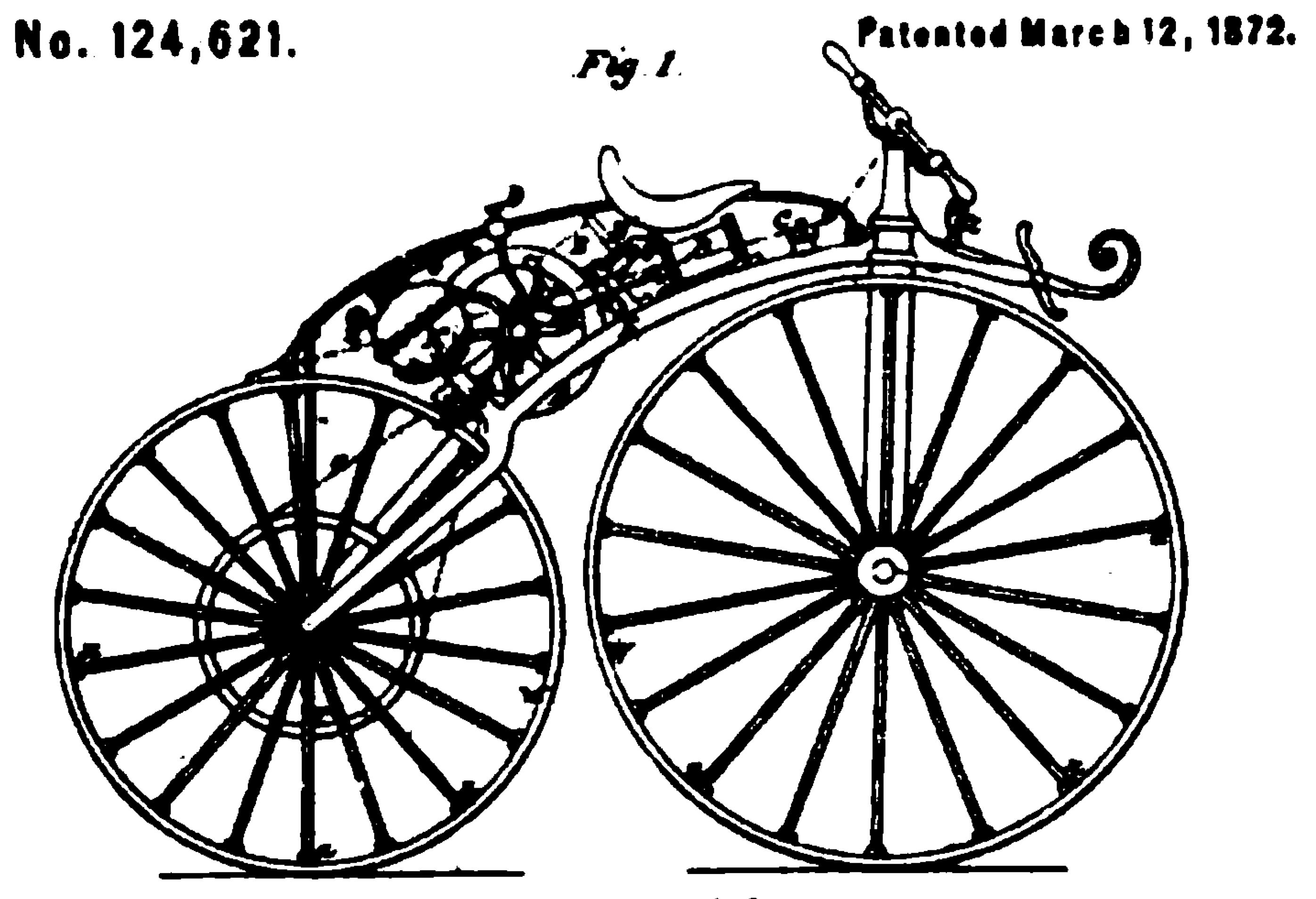
Dibujo de 1872 de la patente.

Louis-Guillaume Perreaux (19 de febrero de 1816 - 5 de abril de 1889) fue un inventor e ingeniero francés que presentó una de las primeras patentes para una motocicleta viable en 1869.

## Primeros años
Perreaux nació en el pueblo de Almenêches, en Normandía, Francia, el 19 de febrero de 1816. Después de asistir a la escuela primaria en su población natal, mostró un temprano interés por la ingeniería, inventando un bastón escopeta (un tipo de bastón con un arma escondida dentro) a la edad de 12 años. Fue enviado al Seminario Menor de Sees, donde adquirió las ideas que luego plasmó en su primer libro, una obra en dos volúmenes titulada "Lois de l'univers principe de la création" (Leyes del Universo principio de la Creación) publicada en 1877, y actualmente conservada en la Biblioteca Nacional de Francia en París. Consiguió una beca para la Escuela de Artes y Oficios de Châlons-en-Champagne en 1836.

## Invenciones

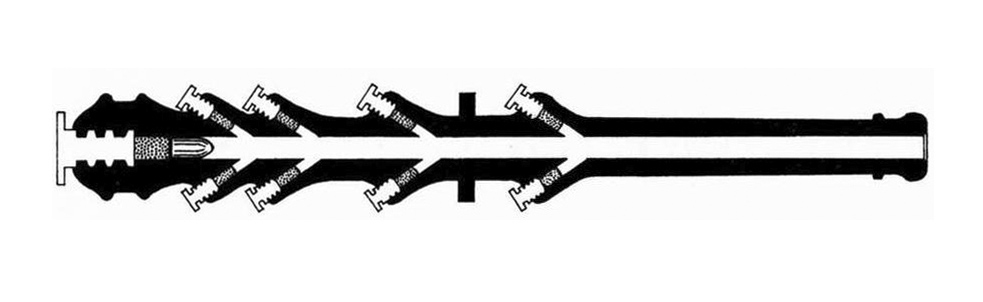
Cañón de carga múltiple de Perreaux

Se trasladó a París, donde comenzó a trabajar, patentando una serie de inventos, entre los que destaca un arma multi-cámara, un mecanismo de cierre (1841), una sierra eléctrica circular (1843) y una serie de instrumentos científicos, como la Máquina Subdivisora Perreaux, inventada en 1846, que podía calibrar con precisión las divisiones en un termómetro de cristal mediante un micrómetro de tornillo dotado de un accesorio que le permitía medir la distancia entre dos puntos con una precisión de una milésima de milímetro.

## Velocípedo de vapor
Perreaux experimentó con una pequeña máquina de vapor montada sobre un cuadro de bicicleta, contribuyendo a la invención de la primera motocicleta. Patentó este diseño con el número 83.691 el 16 de marzo de 1869 (y continuó mejorando su invención hasta 1885). El diseño consistía en un motor de vapor monocilíndrico chapado en latón con un quemador de combustible (alcohol), colocado debajo de la silla de un velocípedo Michaux fabricado en Francia. La transmisión estaba resuelta mediante correas dobles, y era capaz de alcanzar una velocidad de unos 15 km/h. La máquina original se exhibe en el Museo de l'Île-de-France en el Château de Sceaux.

## Tienda de campaña militar
Una de las últimas invenciones de Perreaux data de 1879, cuando presentó la patente n° 128.656 para un "Sistema de postes para carpas militares sin cables externos y sin piquetas". Además de ser mucho más rígido que las carpas convencionales, el diseño de Perreaux afirmaba ser más simple, ligero y, por lo tanto, transportable para uso militar. También argumentaba que varias de sus carpas cuadradas podrían montarse juntas para formar una galería.